# コミックヨシモト
『コミックヨシモト』は、2007年に出版された日本の月2回刊漫画雑誌である。7号で休刊。

## 概要
20歳代から40歳代のサラリーマンを対象に2007年6月19日に創刊され、同年9月18日発売の7号で休刊となった。発行は芸能事務所の吉本興業とワニブックスが共同出資して設立したヨシモトブックス（吉本興業の子会社）、販売はワニブックス。毎月第1、第3火曜日発売。値段は320円。
編集長には、吉本興業の広報担当で広報誌『マンスリーよしもと』の編集長を務めていた竹中功が就任。編集方針は吉本色を全面に出し、桂三枝（現：六代桂文枝）や島田紳助を初めとする吉本の芸人が漫画の原案や原作を担当することがセールスポイントだった。
お笑いで有名な芸能事務所の吉本興業が5億円を投じて、出版事業と漫画に進出したことでマスメディアでも注目された。創刊時には25万部を発行し、将来的には掲載作品の映像化も視野に入れるとしていた。さらに創刊号の発売時には全国の18書店で吉本所属の芸人40組が即売会を開催。キャンペーン隊長は山口智充が務め、東京の即売会に参加。大阪市の即売会には坂田利夫が登場した。
しかし創刊号の実売率は3割にとどまり、その後も13万5000部の発行に対して売れ行きは1万部から2万部と売行きが上がらず、2007年9月18日発売の7号で休刊することとなった。吉本はすでに2号目で見切りを付け休刊を決定していたが、その時点で桂三枝の執筆した原作が7話分まで出来上がっていて、三枝の原作をボツにするわけにはいかなかったので7号まで刊行されたという話もある。
連載作品の大半は、最終号掲載分でも完結しておらず中途半端な形で打ち切りとなっている。単行本化された作品も、『ハローバイバイ関暁夫のコミック都市伝説』と、他誌に移籍した『おんたま!』、そして『コミックホームレス中学生（原題『たむら』）』の三作のみであった。ただし2009年になって、連載陣の中でも特に人気の高かった『ガングリオン』のみが追加刊行され、2010年5月には『OLちゃんダイアリー』が『ハリセンボンのOLちゃんダイアリー』として刊行された。
2008年5月23日の吉本興業の発表によると、この雑誌でおよそ2億円の営業赤字を出していることが分かった。

## 連載作品
- 「桂 三枝の上方落語へいらっしゃ〜い」
  - 原作：桂三枝（現：六代桂文枝）
  - 作画：高井研一郎
- 「いつか見た島 Island Cowboys」
  - 原作：島田紳助
  - 作画：高田桂
- 「探偵事務所 H★G」
  - 漫画：永井豪
  - キャラクター協力：レイザーラモン
- 「んなアホな!!」
  - 原作：倉科遼
  - 作画：ナカタニD.
- 「水野キングダム」
  - 原作：水野透ほか
  - 作画：松田望
- 「ハローバイバイ関暁夫のコミック都市伝説」
  - 原作：ハローバイバイ関暁夫
  - 作画：野田正規
- 「14歳」
  - 原作：千原ジュニア
  - 作画：中川一良
- 「あとん」※月1連載
  - 原作：2丁拳銃
  - 作画：板羽皆
- 「おんたま!」※月1連載、休刊後コミックガムに移籍
  - 原作：はりけ〜んず前田登
  - 作画：吉井ダン
- 「HŪS」
  - 原作：後藤ひろひと
  - 作画：イシデ電
- 「OLちゃんダイアリー」※月1連載、休刊後携帯コミックサイト『まんがこっち』に移籍の後、単行本化[7]
  - 原案：ハリセンボン
  - 原作：M.C.BOO(雑誌掲載時は未表記、単行本にて表記[7])
  - 作画：北沢バンビ
- 「ガングリオン」※単行本化に当たっては描き下ろしを一話追加
  - 原作：白岩久弥
  - 作画：いつきたかし
- 「吉本壱番館」
  - 原作：大工富明
  - 作画：昌原光一
- 「Dr.アホー診療所」
  - 漫画：シャシャミン
- 「Geeks!」
  - 年寄（原作）：デーモン小暮閣下
  - 絵師（作画）：山中健司
- 「たむら」※第6号から2号連続の読み切り。単行本化に当たっては描き下ろしを6話追加
  - 原案：田村裕（麒麟）
  - 漫画：魚乃目三太

## コラム
- 吉本芸人友野英俊の「アシ日記」
- 藤井隆の「ビジネスマンお手をどうぞ」
- 次長課長河本の「漫画道」
- 小笠原まさやの「開運!男のランチ占い」
- 板尾創路の「粋」

## 表紙
- 創刊号（2007年7月3日号）：チュートリアル※DVD付き
- 第2号（2007年7月17日号）：タカアンドトシ※DVD付き
- 第3号（2007年8月7日号）：オリエンタルラジオ
- 第4号（2007年8月21日号）：島田紳助
- 第5号（2007年9月4日号）：麒麟
- 第6号（2007年9月18日号）：ムーディ勝山
- 第7号（最終号・2007年10月2日号）：桂三枝（現：六代桂文枝）